# (20316) Jerahalpern
(20316) Jerahalpern (1998 FU138) – planetoida z pasa głównego asteroid okrążająca Słońce w ciągu 3,78 lat w średniej odległości 2,43 j.a. Odkryta 28 marca 1998 roku.